# جوني باخ
جوني باخ (بالإنجليزية: Johnny Bach) مواليد 10 يوليو 1924 في بروكلين - الوفاة 18 يناير 2016، كان لاعب كرة سلة محترف أمريكي أصبح مدرباً بدأ مسيرته الاحترافية في سنة 1948 حيث تم اختياره من قبل فريق بوسطن سيلتكس خلال الدرافت، وحمل الرقم 17. بلغ طوله 6 قدم 2 بوصة (1.9 م). اعتزل اللعب في 1950.

## روابط خارجية
- جوني باخ على موقع إن بي أي (الإنجليزية)
- جوني باخ على موقع سبورتس رفرنس (الإنجليزية)
- جوني باخ على موقع كلية كرة السلة في سبورتس رفرنس.كوم (الإنجليزية)
- جوني باخ على موقع ريلجم (الإنجليزية)
- جوني باخ على موقع بروبوليرز (الإنجليزية)
- جوني باخ على موقع سبورتس رفرنس (الإنجليزية)
- جوني باخ على موقع كلية كرة السلة في سبورتس رفرنس.كوم (الإنجليزية)